# 周卓如
周卓如（1988年9月14日—），出生於遼寧省撫順市，前中國體操運動員。

## 略歷
- 1997年在遼寧省撫順市體校練體操
- 2000年由於遼寧體操隊解散，進入北京隊，教練是何花、夏維強。
- 2002年2月進入國家隊，教練是王麗明、王宏。

## 成绩
- 2003年 亚洲体操青年锦标赛团体冠军、平衡木冠军、高低杠亚军
- 2003年 中国体操锦标赛团体亚军、平衡木第三
- 2004年 中国体操锦标赛团体亚军
- 2006年 丹麦体操世锦赛女子团体冠军
- 2006年 多哈亚运会体操女子个人全能亚军
- 2007年 体操世界杯德国站平衡木冠军和高低杠季军[2]

## 退役
2009年全運會結束後，周卓如退役，並表示有意朝體育記者的方向發展。

## 影片
- 我的奧林匹克-周卓如（页面存档备份，存于）